# Altenburger (Radsportteam)
Altenburger war ein professionelles deutsches Radsportteam. Sponsor war das Unternehmen Altenburger GmbH & Co. KG aus Jestetten in Baden-Württemberg, die Fahrräder und Radkomponenten herstellte.

## Geschichte
Der Gründer der Firma Karl Altenburger war in den 1930er Jahren selbst ein erfolgreicher Radrennfahrer. 1955 wurde die erste Profimannschaft von seinem Unternehmen zusammengestellt. 
Die bedeutendsten Erfolge waren der Gewinn der Deutschen Meisterschaft im Straßenrennen 1957 durch Franz Reitz und 1959 durch Hennes Junkermann, der Sieg in der Meisterschaft von Zürich 1957 durch Hennes Junkermann und der Gesamtsieg in der Tour de Suisse 1959 ebenfalls durch Hennes Junkermann. Ende 1960 beendete Altenburger sein Engagement im Berufsradsport.

## Erfolge
1956
- Vier-Kantone-Rundfahrt

1957
- Deutsche Meisterschaft Straßenrennen
- eine Etappe Tour de Suisse
- Meisterschaft von Zürich

1958
- eine Etappe Tour de Suisse

1959
- Gesamtwertung und ein Etappensieg Tour de Suisse
- Deutsche Meisterschaft Straßenrennen

1960
- eine Etappe Ronde van Nederland

## Bekannte Fahrer
- Walter Becker
- Hennes Junkermann
- Heinz Müller
- Franz Reitz